# مركز رصد النزوح الداخلي
مركز رصد النزوح الداخلي (اختصارًا IDMC) هو منظمةٌ دوليةٌ غير حكوميَّة، أسسها المجلس النرويجي للاجئين في جنيف عام 1998. يركز المركز على رصد النازحين داخليًا حول العالم وتوفير المعلومات والتحليلات المتعلقة بهم.

## العمل
يساهم هذا المركز في تحسين القدرات الوطنية والدولية لحماية ملايين الأشخاص حول العالم الذين |نزحوا داخل بلدانهم. كما يُعِدّ المركز إحصاءات وتحليلات حول النزوح الداخلي، بما في ذلك تحليلات تُكلّف الأمم المتحدة بإجرائها. سجّل المركز في عام 2023 رقمًا قياسيًا جديدًا تجاوز 75 مليون نازح داخلي.

## التمويل
يُموَّل مركز رصد النزوح الداخلي من الوكالة الأمريكية للتنمية الدولية، ووزارة الشؤون الخارجية النرويجية، والوكالة السويدية للتعاون الإنمائي الدولي، ووزارة الخارجية الأسترالية، ووزارة خارجية ليختنشتاين، والمفوضية الأوروبية، ومنظمة الهجرة الدولية، ووزارة التنمية الدولية البريطانية، ووزارة الخارجية الاتحادية الألمانية، ومكتب الأمم المتحدة للحد من مخاطر الكوارث، والمفوضية السامية للأمم المتحدة لشؤون اللاجئين، ومؤسسة المعونة الخيرية.